# Азам
Футбольний клуб «Азам», або  ФК «Азам» (англ. Azam Football Club) — професіональний танзанійський футбольний клуб з міста Дар-ес-Салам.

## Історія
Заснований 11 лютого 2007 року в місті Дар-ес-Салам. Спочатку керівництво клубу зайнялося пошуком кваліфікованих гравців, які могли б одразу ж виконати завдання на сезон — вихід до Прем'єр-ліги. У сезоні 2008/09 років «Азам» уже виступав у вищому дивізіоні чемпіонату Танзанії. Завдяки підписанню кваліфікованих африканських футболістів «Азам» увійшов до числа провідних футбольних колективів Танзанії. У своєму дебютному сезоні в Прем'єр-лізі посів 8-е місце, проте вже наступного сезону «Азам» став бронзовим призером чемпіонату Танзанії.

### Успіх
Після завоювання бронзових нагород чемпіонату в сезоні 2009/10 років, «Азам» зумів залучити до своїх рядів найсильніших футболістів Танзанії. Найбільше серед них виділявся колишній гравець «Янг Афріканс» та національної збірної Танзанії Мрішо Нгасса. Нгасса перейшов до «Азаму» за рекордно високу трансферну плату, на даний час він є найвисокооплачуванішим танзанійським футболістом. Окрім Нгасси, серед інших гравців, команда підписала шведа Калі Онгала та руандійця Патріка Мафісанго. До цього списку можна віднести також Жабір Азіз, Рамдані Редондо Чомба та угандійський атакувальний півзахисник-бомбардир Пітер Ссенйонжо. У сезоні 2013/14 років одним 3-х найкращих бомбардирів чепонату став вихованець «Азаму» Джон Рафаель Бокко.
У сезонів 2013/14 років «Азам» став переможцем Танзанійської Прем'єр-ліги, випередивши срібного призера чемпіонату, «Янг Афріканс», на 6 очок.

## Досягнення
- Прем'єр-ліга
  -  Чемпіон (1): 2013/14

- Кубок Мапіндузі
  -  Володар (3): 2012, 2013, 2017

- Клубний кубок КЕСАФА
  -  Володар (2): 2015, 2018
  -  Фіналіст (1): 2012

## Статистика виступів
| Сезон | Турнір                 | Раунд      | Клуб                   | Вдома | На виїзді | Загалом |
| ----- | ---------------------- | ---------- | ---------------------- | ----- | --------- | ------- |
| 2013  | Кубок конфедерації КАФ | Попередній | Ель-Насір              | 5-0   | 3-1       | 8-1     |
| 2013  | Кубок конфедерації КАФ | 1          | BYC II                 | 2-1   | 0-0       | 2-1     |
| 2013  | Кубок конфедерації КАФ | 2          | ФАР (Рабат)            | 0-0   | 1-2       | 1-2     |
| 2014  | Кубок конфедерації КАФ | Попередній | Ферроваріу ді Бейра    | 1-0   | 0-2       | 1-2     |
| 2015  | Ліга чемпіонів КАФ     | Попередній | Аль-Меррейх (Омдурман) | 2-0   | 0-3       | 2-3     |
| 2016  | Кубок конфедерації КАФ | 1          | Вітс Юніверсіті        | 4-3   | 3-0       | 7-3     |
| 2016  | Кубок конфедерації КАФ | 2          | Есперанс (Туніс)       | 2-1   | 0-3       | 2-4     |
| 2017  | Кубок конфедерації КАФ | 1          | Мбабане Шеллоуз        | 1-0   | 0-3       | 1-3     |

## Менеджмент клубу
| Посада                       | Ім'я                           |
| ---------------------------- | ------------------------------ |
| Президент                    | Абубакар Бахреза               |
| Віце-президент               | Саїд Мохамед                   |
| Прес-аташе                   | Шані Кістомс                   |
| Головний секретар            | Нассор Ідрісса                 |
| Асистент головного секретаря | Таліб Сулейман Чуба            |
| Казначей                     | Абдул Керім Шермохамед Багадур |
| Вебмастер                    | Патрік Кагемеле                |

## Відомі гравці
| - Салум Абубакар Салум - Джон Рафаель Бокко - Рамдані Чомбо - Каміс Мча Каміс - Аггрі Морріс - Аллі Мвадіні - Мрішо Нгасса - Ерасто Нйоні - Джабір Азіз Стіна | - Владімір Нійонкуру - Кіпре Тчетче - Джордж Одьямбо - Ібрагім Шиканда - Патрік Мафісанго - Лаксон Каколакі - Джозеф Овіно - Браян Умоні | - Ліонель Сен-П'єр |

## Відомі тренери
Протягом своєї історії ФК «Азам» мав 8 тренерів:
- Нейдер дос Сантос (2008–09)
- Ітамар Аморім (2009–10)[3]
- Стьарт Голл (2010–12)[4]
- Борис Буньяк (2012)[5]
- Стьарт Голл (2012–13)[6][7]
- Джозеф Омог (2013–2014)[8][9]
- Стьарт Голл 2015–травень 2016
- Зебен Хернандес червень 2016-грудень 2016[10]
- Ідд Чече (в.о.-2017)[1]
- Аристиця Циоаба (2017-)[1]